# Žumberaška brigada (NOVJ)
Žumberaška brigada (srbohrvaško: Žumberačka brigada) je bila brigada v sestavi Narodnoosvobodilne vojske in partizanskih odredov Jugoslavije in ki je delovala med drugo svetovno vojno na področju Kraljevine Jugoslavije.

## Organizacija
- štab
- 3x bataljon